# 張普
張普，是《三国演义》中的虚构人物，石亭之战时曹休部下将軍。
张普为曹休军先锋，引数千兵来与吴兵交战。张普出马：“贼将早降！”徐盛出马相迎。张普不敵撤退。曹休要以奇兵战胜吴军。命令张普率领二万军队在石亭之南埋伏，陸遜令朱桓、全琮二人各令三万军，从石亭山路抄到曹休寨后放火。朱桓到魏寨后，迎到张普伏兵。张普不知是吴兵，被朱桓一刀斩于马下。